# جوزيف فرنسيس ماغيري
جوزيف فرنسيس ماغيري (بالإنجليزية: Joseph Francis Maguire)‏ هو كاهن كاثوليكي أمريكي، ولد في 4 سبتمبر 1919 في بوسطن في الولايات المتحدة، وتوفي في 23 نوفمبر 2014.